# François de la Rocque
François de La Rocque (6 de outubro de 1885 - 28 de abril de 1946) foi o líder da liga de direita francesa Croix de Feu de 1930 a 1936 antes de formar o Partido Social Francês nacionalista mais moderado (1936 –1940), que tem sido descrito por vários historiadores, como René Rémond e Michel Winock, como precursor do gaullismo.

## Carreira
La Rocque, que era "profundamente" católico, valorizou positivamente o sucesso eleitoral do fascismo e do nazismo, mas rejeitou a identificação com este último, que vinculou ao pangermanismo extremista. La Rocque, que odiava a Maçonaria e o comunismo, criticava o capitalismo, que em 1934 chamava de "irresponsável" e "parasita", e rejeitava o anti-semitismo e a xenofobia. Propôs um estado parcialmente corporativo com limitação do poder parlamentar e reforço do executivo e mostrou preferência pelo sufrágio indireto. Apesar de um certo consenso de considerar La Rocque politicamente "moderado" demais para ser descrito como fascista, Robert Soucy chegou a rotulá-lo de "fascista convicto".
La Rocque, que inicialmente apoiou o estabelecimento do regime de Vichy, mas depois passou a colaborar com a Resistência e foi preso pelos nazistas em 9 de março de 1943.
Faleceu em Paris em 28 de abril de 1946.

## Publicações
- François de la Rocque, Pour la conférence du désarmement. La Sécurité française, Impr. De Chaix, 1932.
- François de la Rocque, Service public, Grasset, 1934.
- François de la Rocque, Le Mouvement Croix de feu au secours de l'agriculture française, Mouvement Croix de feu, 1935.
- François de la Rocque, Pourquoi j'ai adhéré au Parti social français, Société d'éditions et d'abonnements, Paris, dezembro de 1936.
- Mouvement social français de Croix-de-Feu, Pourquoi nous sommes devenus Croix de Feu (manifeste), Siège des groupes, Clermont, 1937.
- François de la Rocque, Union, esprit, famille, discours prononcé par La Rocque au Vél'd'hiv, Paris, 28 janvier 1938, Impr. Commerciale, 1938.
- François de la Rocque, Paix ou guerre (discours prononcé au Conseil national du P.S.F., suivi de l'ordre du jour voté au Conseil; Paris, 22 avril 1939), S.E.D.A., Paris, 1939.
- François de la Rocque, Discours, Parti social français. Ier Congrès national agricole. 17-18 février 1939., SEDA, 1939.
- François de la Rocque, Disciplines d'action, Editions du Petit Journal, Clermont-Ferrand, 1941.
- François de la Rocque, Au service de l'avenir, réflexions en montagne, Société d'édition et d'abonnement, 1949.
- Amis de la Rocque (ALR), Pour mémoire: La Rocque, les Croix de feu et le Parti social français, Association des amis de La Rocque, Paris, 1985.
- Amis de La Rocque (ALR), Bulletin de l'association.